# Argument anthropique pour l'existence de Dieu
 (juin 2008).
Améliorez-le ou discutez des points à vérifier. 
 (juin 2008).
Si vous disposez d'ouvrages ou d'articles de référence ou si vous connaissez des sites web de qualité traitant du thème abordé ici, merci de compléter l'article en donnant les références utiles à sa vérifiabilité et en les liant à la section « Notes et références ».
L’argument anthropologique pour l'existence de Dieu est un argument développé par Gregory A.Boyd (en) (1957-, pasteur évangélique, théologien et auteur chrétien) dans son roman épistolaire Letters from a Skeptic (1994). Cet argument suit un raisonnement philosophique qui repose sur des constatations empiriques de la nature humaine.

## L'argument

### Thèse de départ
Les êtres humains sont des êtres personnels, c'est-à-dire constitués d'un corps, d’un esprit, qui est conscient de lui-même et rationnel, un cœur libre capable d'aimer et par conséquent moralement responsable, et une âme (ou peu importe le nom qu’on lui donne) qui espère un sens et une importance de la vie. Conscience, rationalité, amour, moralité et sens : ces choses constituent a priori l’essence de la personne dans le sens le plus strict du terme. Tout désaccord exige une définition contradictoire plus convaincante. Une meilleure défense de cette thèse est contenue dans les exemples plus bas.

### Dilemme
Le dilemme est le suivant : nous existons dans un univers (à savoir le cosmos) qui est compatible avec ces attributs, ou ce n’est pas le cas. Ou alors notre environnement est adéquat pour ces éléments – il les rend intelligibles et y apporte une réponse – ou alors ce n’est pas le cas. Ainsi, nous avons faim, et surprise, il y a la nourriture. Nous avons soif, et surprise, il y a l’eau. Nous avons une libido, et surprise, il y a le sexe. Donc, notre environnement est adéquat pour notre faim, notre soif, et notre libido. Notre environnement cosmique « répond » à nos besoins naturels et donc les rend intelligibles. 
La question se pose donc de savoir si notre environnement cosmique répond aux caractéristiques de base de notre personnalité, énoncées plus tôt. À moins que notre univers ne soit finalement lui-même personnel, à moins que le contexte dans lequel nous vivons ne possède conscience, amour, rationalité, moralité, et qu’il ait un sens, alors notre environnement cosmique ne répond pas du tout à notre personnalité. En d’autres termes, à moins qu’il n’y ait un Dieu personnel qui soit la réalité ultime dans laquelle nous existons, alors nous autres humains ne pouvons être vus qu’en tant qu’êtres absurdes, torturés, des monstres de la nature ; parce que rien de ce qui nous est essentiel n’a sa place dans cet univers. Ceci, d’un côté, rend la nature humaine complètement inexplicable. Comment la nature brute pourrait-elle évoluer partiellement en quelque chose d’aussi asynchrone avec elle-même ? Et, d’un autre côté, cela veut dire que l’existence humaine, si on accepte la situation, est extrêmement douloureuse. Nous sommes le produit d’une blague cosmique cruelle et malsaine. Autrement dit, "la vie est une pute, et ensuite on meurt".

### Exemples
Donc, par exemple, nous autres humains présupposons que la réalité devrait être rationnelle, et que le raisonnement nous rapproche de la vérité (et la science semble valider cette présupposition), mais finalement la nature est irrationnelle ?
Nous autres humains présupposons que l’amour est une réalité, que c’est le seul idéal qui vaille de vivre et de mourir. Mais la nature semble être un processus brut d’atomes qui s’entrechoquent indifféremment et sans amour – ainsi nos idéaux sont réduits à des hormones qui réagissent. 
Nous autres humains présupposons instinctivement que nos convictions morales sont une réalité, n’est-ce pas ? Elles le sont, bien sûr. Il y a bien sûr des gens qui disent que les convictions morales ne sont qu’une « question de goûts », mais grille-leur la priorité à une intersection ou double-les dans une queue et leur conviction change. Tu as commis une injustice ! 
Nous autres humains essayons de comprendre notre réalité, en présupposant donc qu’il y a une correspondance entre notre esprit et la réalité. C’est ce qu’Einstein appelait « l’incompréhensible compréhensibilité » de notre univers. Comment se fait-il que ses théories aient été vérifiées par l’expérience, qu’elles « correspondent » à la réalité ? À moins que la réalité physique ait le genre de structure mathématique sur lesquelles Einstein a travaillé. Le hasard ne produit pas de formules mathématiques : le monde était mathématique avant qu’Einstein ne le découvre (et non pas l’invente).
Et si nos esprits ne sont que des cerveaux qui fonctionnent à coup de réactions chimiques brutes, alors toute vérité que l’on pourrait croire découvrir ne se résumerait qu’à une réaction chimique, et ne contiendrait pas plus de vérité que, mettons, un rot. Si on dit qu’on pense que ce que Hitler a fait, organiser la mort de 6 millions de personnes, ou que ce qu’un violeur pédophile fait, c’est mal, alors que dit-on de plus que « je n’aime pas ce que ça me fait ressentir » ? Ne sommes-nous pas convaincus que ces choses vont en contradiction avec la manière dont les choses sont censées être ? N’est-ce pas supposer qu’il y a une loi morale dans l’univers, que ces idiots ont violé ?
Or nous autres humains avons faim de sens et de but. Tu peux voir ça partout autour de toi dans la manière dont les gens se comportent. Nous nous démenons pour trouver un quelconque sens ou but à notre vie. Mais si notre cosmos est finalement indifférent et insensé, tout ce que nous sommes, tout ce que nous faisons, tout ce en quoi nous croyons, tout ce pour quoi nous luttons n’est que de la poussière dans le vent. Après que nous aurons existé, peu importe que quiconque ait jamais existé, ou aille jamais exister. Finalement, tout est vide de sens.

### Conclusion
Ainsi, à moins que la source de toute existence soit au moins aussi personnelle que nous, notre nature est à la fois inexplicable et extrêmement difficile à accepter.

## Réfutation de l'argument
On peut ne pas s'accorder sur les attributs énoncés de la nature humaine, ou on peut choisir une approche qui relève de la philosophie postmoderne pour dire que ces attributs ne sont pas unanimes et qu'il y a plusieurs vérités, surtout en termes de considérations morales.